# 虞洽卿
虞 洽卿（ぐ こうきょう、1867年6月19日〈同治6年5月18日〉 - 1945年〈民国34年〉4月24日）は、中華民国の実業家・政治家。浙江財閥の巨頭として知られる人物で、上海総商会会長などをつとめ、主に航運業界で名を馳せた。中国同盟会や中国国民党に大規模な資金援助を行ったことでも知られる。名は和徳でこちらも使われることがあるが、一般には字の洽卿で知られる。また、英語名のユー・ヤーチンでも知られる。

## 事績

### 起業家としての台頭
小規模の雑貨店の家庭に生まれる。15歳の時に上海に至って染料店の瑞原顔料行で店員となり、また夜間の余暇を利用して英語も学んだ。1892年（光緒18年）より、ドイツ企業の魯麟洋行で外交員となり、さらにコンプラドール（仲買人、買弁）に昇進している。1903年（光緒29年）、荷蘭銀行コンプラドールに転任した。1906年（光緒32年）、日本へ商務視察に赴き、大隈重信らと面識を得ている。
帰国後の1908年（光緒34年）、同郷人らと四明銀行を創立し、ここから起業家としての経歴が本格的に開始される。同年、汽船会社の寧紹商輪公司を創立し、事業も好調に展開された。1909年（宣統元年）、両江総督端方の賛同・支援を得て南洋勧業会を南京で開催し、盛況を得ている。

### 上海総商会会長へ
辛亥革命勃発直前に、虞洽卿は上海の中国同盟会指導者である陳其美に資金援助等を施した。上海を革命派が占拠した後に上海都督府が成立すると、虞は首席顧問官、外交次長等の要職に就いている。中華民国成立後、当初の虞は袁世凱を支持し、第二革命に際しては浙江都督朱瑞に対して反袁に参与しないようにとの電報を発した。しかし袁が皇帝即位を図ると、虞はこれに反発し、護国戦争では護国軍を支援している。
実業面では、1914年（民国3年）から汽船会社として新たに三北輪埠公司を設立し、寧紹・鴻安の2つの汽船会社と合わせて引き続き航運業界で第一人者としての声望を維持した。1920年（民国9年）、虞洽卿は上海証券物品交易所の創設に参加し、虞が理事長に当選した。同年4月、全国工商協会でも会長に当選し、1924年（民国13年）には上海総商会会長にも選出された。1925年（民国14年）2月には、臨時執政段祺瑞から淞滬商埠会弁（督弁は孫宝琦）に任ぜられている。
1925年（民国14年）に五・三〇事件が発生すると、虞洽卿は段祺瑞の命によりデモ隊との交渉に赴くため、6月3日に上海へ戻った。虞は総商会会長として「五卅事件委員会」を設置、自ら委員長となってデモ側の工商学聯合会と交渉を行っている。また諸外国の介入に対しては、虞は工商学聯合会同様に反発を示し、英国・日本など外国製品不買などを支持した。その後、虞はデモ側からの権利保障の要望を認めた上で学業・職場復帰を促し、9月初めにはデモ隊の学業・職場復帰が進んでいくことになる。

### 蔣介石、国民政府への協力
しかし同年10月、直隷派指揮官の孫伝芳が上海を占領すると、虞洽卿は淞滬商埠会弁から辞任に追い込まれた。さらに翌1926年（民国15年）6月の上海総商会会長選でも、孫の支持を受ける傅筱庵に敗北してしまう。虞は王曉籟と共に上海商業聯合会を新たに結成し、さらに広州国民政府の蔣介石らとも通じて、孫・傅に対抗した。なお虞洽卿は、かつて流浪して苦境にあった蔣を上海証券物品交易所に匿い、さらに広州の孫文に紹介するなどして、蔣はこれに恩義を感じていたとされる。
1927年（民国16年）3月、国民革命軍の北伐に呼応するための上海労働者による第3次蜂起を虞洽卿も密かに支援し、孫伝芳・傅筱庵を失脚に追い込んだ。この際に成立した上海市臨時政府の政府委員に虞も選出されている。上海クーデターにより南京に蔣介石が指導する国民政府が成立すると、虞はこれへの資金援助を実施し、その統治の維持や勢力拡大に貢献した。
1937年（民国26年）、盧溝橋事件続いて第2次上海事変が勃発すると、虞洽卿は上海難民救済会を組織し、その理事長をつとめるなどしている。日本側からは親日政府への参加を度々呼びかけられたが、虞はこれを一切拒否した。その後も虞は上海に留まって活動を続けたが、身の危険が迫ったことなどもあり、ついに1940年（民国29年）4月に重慶へ逃れている。重慶でも虞は王曉籟らと連携して三民運輸公司を設立し、運輸業界での活動を再開した。運輸会社は中国西南部の各地に建設し、さらに湖南では紡績工場を建設するなど、経営の多角化も進めている。
1945年（民国34年）4月24日、重慶にて病没。享年79（満77歳）。

## 注
1. ↑  『最新支那要人伝』46頁。